# Ophisaurus
Ophiosaurus es un género de lagartos sin patas de la familia Anguidae cuyas especies se conocen con el nombre vulgar de lagartos o serpientes de cristal. Aunque muchas especies no tienen patas, y recuerdan por eso a las serpientes, la forma de la cabeza, la presencia de párpados y de oído externo, muestran claramente que son lagartos ápodos. Unas pocas especies tienen pequeños muñones cerca del vientre, un vestigio de las extremidades posteriores.  
Alcanzan largos de 1 m, pero aproximadamente dos tercios son la cola.  Se alimentan principalmente de insectos.
Su nombre común viene de su extrema facilidad en romper la cola: ante un predador se dejan caer partes de cola rompiéndose en varias partes, como un cristal.  La cola sigue moviéndose, mientras el lagarto se inmoviliza, distrayendo al predador, y permitiendo un eventual escape.  Esta pérdida seria de masa corporal  requiere un considerable esfuerzo para reemplazar,  y normalmente la nueva cola es más pequeña que la original.
Son nativa de Asia, India a China, islas de Indonesia.  Al menos una especie, el lagarto de cristal de Marruecos, es del norte de África, y varias especies viven en el sudeste de EE. UU.

## Especies
- Ophisaurus apodus - Scheltopusik
- Ophisaurus attenuatus - Lagarto de cristal delgado
- Ophisaurus buettikoferi - Lagarto de cristal de Borneo
- Ophisaurus ceroni - Lagarto de cristal de Ceron
- Ophisaurus compressus - Lagarto de cristal de las Islas
- Ophisaurus formosensis - Lagarto de cristal de Formosa
- Ophisaurus gracilis - Lagarto de cristal de Burma
- Ophisaurus hainanensis - Lagarto de cristal de Hainan
- Ophisaurus harti - Lagarto de cristal chino
- Ophisaurus incomptus
- Ophisaurus koellikeri - Lagarto de cristal de Marruecos
- Ophisaurus mimicus - Lagarto de cristal mímico
- Ophisaurus sokolovi
- Ophisaurus ventralis - Lagarto de cristal del este
- Ophisaurus wegneri - Lagarto de cristal de Sumatra